# Dan Hedaya

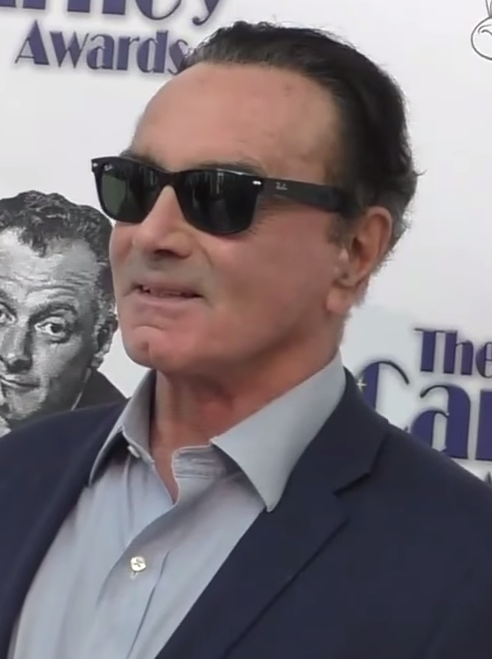
Dan Hedaya (2016)

Daniel G. „Dan“ Hedaya (* 24. Juli 1940 in New York City) ist ein US-amerikanischer Schauspieler.

## Leben
Hedaya entstammt einer sephardisch-jüdischen Familie aus Syrien. Er schloss im Jahr 1962 ein Studium der Literaturwissenschaften an der Tufts University ab und arbeitete anschließend einige Jahre als Lehrer an einer High School.
Hedaya spielte in den 1970er Jahren kleinere Rollen, vorwiegend in den Fernsehfilmen und Fernsehserien. Im Filmdrama Die Verführung des Joe Tynan trat er neben Alan Alda und Meryl Streep auf. In den Jahren 1981 bis 1984 war er in einigen Folgen der Fernsehserie Polizeirevier Hill Street zu sehen. Im Actionfilm Phantom-Kommando spielte er neben Arnold Schwarzenegger eine der größeren Rollen. Für seine Gastrolle in der Serie New York Cops – NYPD Blue wurde er im Jahr 1994 für den Emmy Award nominiert. In einer der letzten Episoden der fünften Staffel von Monk mimte er 2006 Jack Monk, den über drei Jahrzehnte verschwundenen Vater des Protagonisten.
In der Komödie Der Club der Teufelinnen spielte Hedaya die Rolle des Morton Cushman, dem untreuen Ehemann von Brenda Cushman, die Bette Midler spielte. Für diese Rolle gewann er 1996 als Mitglied eines Schauspielerensembles den National Board of Review Award. Für seine Rolle im Film Marvins Töchter, in dem er neben Meryl Streep, Leonardo DiCaprio, Diane Keaton und Robert De Niro spielte, wurde er 1997 für den Screen Actors Guild Award nominiert. In der Komödie Lebe lieber ungewöhnlich spielte er die Rolle des Erzengels Gabriel, der zwei Engel losschickt, um Robert Lewis (Ewan McGregor) und Celine Naville (Cameron Diaz) zusammenzubringen. Im Science-Fiction-Film Alien – Die Wiedergeburt mit Sigourney Weaver und Winona Ryder spielte er den Befehlshaber des Raumkreuzers U.S.M. Auriga General Martin Perez. Für die Rolle des US-Präsidenten Nixon in der Komödie Ich liebe Dick wurde er im Jahr 2000 für den Golden Satellite Award nominiert.

## Filmografie (Auswahl)
- 1970: Myra Breckinridge – Mann oder Frau? (Myra Breckinridge)
- 1976: Jesus von Nazareth (The Passover Plot)
- 1979: Die Verführung des Joe Tynan (The Seduction of Joe Tynan)
- 1980: Countdown in Manhattan (Night of the Juggler)
- 1980: Verurteilt zum Tode (Death Penalty)
- 1981: Fesseln der Macht (True Confessions)
- 1981–1984: Polizeirevier Hill Street (Hill Street Blues, Fernsehserie, fünf Folgen)
- 1983: Begierde (The Hunger)
- 1984: Der Wolf hetzt die Meute (Tightrope)
- 1984: Blood Simple – Eine mörderische Nacht (Blood Simple)
- 1984–1993: Cheers (Fernsehserie, sechs Folgen)
- 1985: Phantom-Kommando (Commando)
- 1986: Diese zwei sind nicht zu fassen (Running Scared)
- 1986: Mit dem Mut der Verzweiflung (Courage)
- 1986: Wise Guys – Zwei Superpflaumen in der Unterwelt (Wise Guys)
- 1990: Joe gegen den Vulkan (Joe Versus the Volcano)
- 1990: Julia und ihre Liebhaber (Tune in Tomorrow...)
- 1991: Addams Family (The Addams Family)
- 1993: Boiling Point – Die Bombe tickt (Boiling Point)
- 1993: Benny und Joon (Benny & Joon)
- 1993: Ein Concierge zum Verlieben (For Love or Money)
- 1993: Mr. Wonderful
- 1993: Das Königsspiel – Ein Meister wird geboren (Searching for Bobby Fischer)
- 1994: Maverick – Den Colt am Gürtel, ein As im Ärmel (Maverick)
- 1994: New York Cops – NYPD Blue (NYPD Blue, Fernsehserie, eine Folge)
- 1995: To Die For
- 1995: Die üblichen Verdächtigen (The Usual Suspects)
- 1995: Clueless – Was sonst! (Clueless)
- 1995: Fair Game
- 1995: Nixon
- 1996: Freeway
- 1996: Der Club der Teufelinnen (The First Wives Club)
- 1996: Kopfgeld – Einer wird bezahlen (Ransom)
- 1996: Marvins Töchter (Marvin’s Room)
- 1996: Daylight
- 1997: Die Kriegsmacher (The Second Civil War)
- 1997: Geiseln der Verdammnis (The Garden of Redemption)
- 1997: In & Out
- 1997: Lebe lieber ungewöhnlich (A Life Less Ordinary)
- 1997: Alien – Die Wiedergeburt (Alien: Resurrection)
- 1997–2005: Emergency Room – Die Notaufnahme (ER, Fernsehserie, vier Folgen)
- 1998: Zivilprozess (A Civil Action)
- 1998: A Night at the Roxbury
- 1999: Ich liebe Dick (Dick)
- 1999: Gefesselte Stimmen (Locked in Silence)
- 1999: Hurricane (The Hurricane)
- 2000: Shaft – Noch Fragen? (Shaft)
- 2000: Second Chance – Alles wird gut (The Crew)
- 2001: Mulholland Drive – Straße der Finsternis (Mulholland Dr.)
- 2001: Down
- 2002: Swimfan
- 2005: Robots (Stimme für Mr. Gunk)
- 2006: Monk (Fernsehserie, eine Folge)
- 2010: Der letzte Gentleman (The Extra Man)
- 2012: Crackers (Kurzfilm)
- 2014: Der letzte Akt (The Humbling)
- 2015–2019: Blue Bloods – Crime Scene New York (Fernsehserie, drei Folgen)
- 2016: Phantastische Tierwesen und wo sie zu finden sind (Fantastic Beasts and Where to Find Them)
- 2018: The Big Take
- 2020: The God Committee